# 中國人民解放軍戰備等級
中國人民解放軍戰備等級是中國人民解放軍战备程度的衡量方式，此衡量現在被解放軍使用為战备態勢。解放軍戰備等級系統共分為4級供予解放軍參考，當中一級為最高，四級為最低。在不同的級別下，解放軍的行動亦有所不同，以應對不同的狀態。
中國人民解放軍戰備等級是中國戰備等級的一個子系統，其他子系統包括分為3級的原公安消防部队战备等级和中国民兵战备等级。

## 等级划分
解放軍戰備等級共分為4級，不同級別均明確指出解放軍需要採取的措施與行動，而這些行動亦會隨著等級提升。在系統中，中華人民共和國國防部會參考外國的軍事行動及規模對中國的影響及中國被攻擊的可能性來決定是否提升或者下降等級。
不同地區的解放軍，以及不同軍種的解放軍都能夠擁有不同的戰備等級，這是因為外國軍事行動對中國本土的影響可能只局限在特定地區或者特定方面。因此，此系統可能會造成部份解放軍的戰備等級為三級，惟部份只是四級的現象。
解放軍戰備等級要求解放軍實施的措施或者行動可以是很基本的，例如進行战备检查、加强巡逻及保持通信等。然而，這些措施或者行動在必要時可以是非常嚴格，例如緊急擴充軍隊及軍隊準備應戰等。
4個解放軍戰備等級敘述列於下表：
| 解放軍戰備等級 | 狀況                                             | 狀態             | 行動 |
| -------------- | ------------------------------------------------ | ---------------- | --- |
| 一級戰備       | 國際局勢非常緊張，外國極可能與中國爆發戰爭       | 進入準備戰爭狀態 | 解放軍值班人员不間斷工作，加強偵察，緊急擴充軍隊，動員所有預備役，準備使用軍械，強化陣地工事                         |
| 二級戰備       | 國際局勢相當緊張，國外軍事行動對中國造成直接影響 | 進入战备动员狀態 | 解放軍值班人员加班工作，加強通信，加強偵察，擴充軍隊，準備動員預備役，準備战备物资，设置陣地工事，進行临战训练       |
| 三級戰備       | 國際局勢緊張，國外軍事行動對中國造成間接影響     | 進入战备动员狀態 | 解放軍值班人员處於待命狀態，加强通信，實行偵察，限制通往軍事設施的交通，準備擴充軍隊，準備战备物资，準備设置陣地工事 |
| 四級戰備       | 外國進行大型軍事行動，可能對中國造成影響         | 維持平時狀態     | 調整解放軍值班，進行战备检查，加强巡逻，增強邊防，保持正常通信                                                       |

當外國無任何大型軍事行動時，解放軍就不會使用解放軍戰備等級系統，並且處於平時狀態。在平時狀態中，解放軍無需實行額外措施，只需要維持平時的運作。在正常情況下，戰備等級只會逐級增加。但是，在某些特別情況下，解放軍戰備等級不一定逐級增加，有可能越級加減，例如在四級戰備立刻提升至一級戰備。

## 歷史
在解放軍戰備等級啟用至今，戰備等級有數次被提升至一級戰備。

### 台灣海峽飛彈危機（1996年）

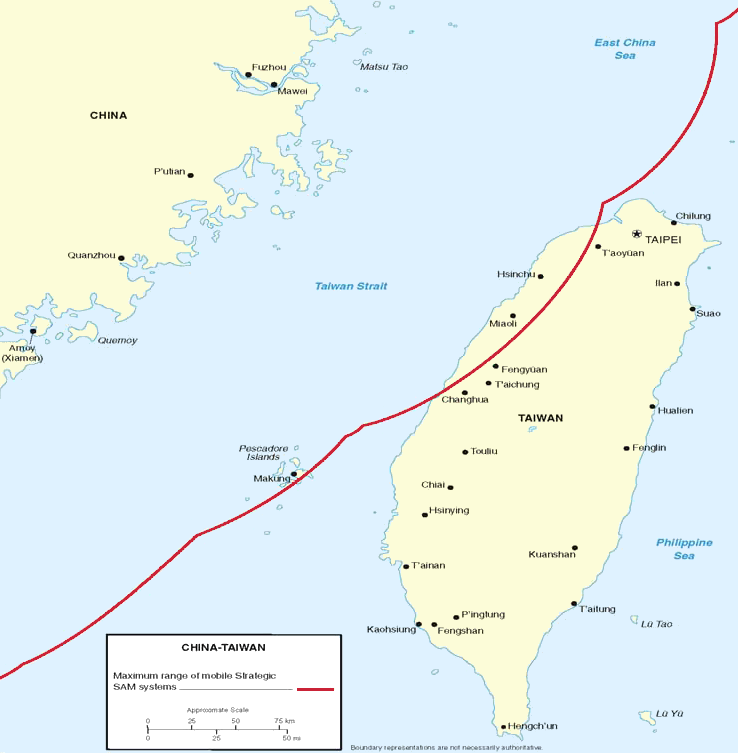
中华人民共和國地對空飛彈在臺灣海峽的覆蓋範圍

於1995年，中華民國總統李登輝訪問美國。中華人民共和國中央政府對此事表示不滿，並因此進行了兩次大規模導彈實彈發射演習作為報復。在進行軍事演習期間，美國派遣航空母艦戰鬥群協助中華民國在台灣海峽的防禦。面對著美國航空母艦戰鬥群的威脅，中央军委將南京军区戰備等級提升至一級戰備。

### 兩國論
於1999年，時任中華民國總統李登輝發表「兩國論」。福建的解放軍戰備等級便被提升至三級戰備。

### 中美撞机事件

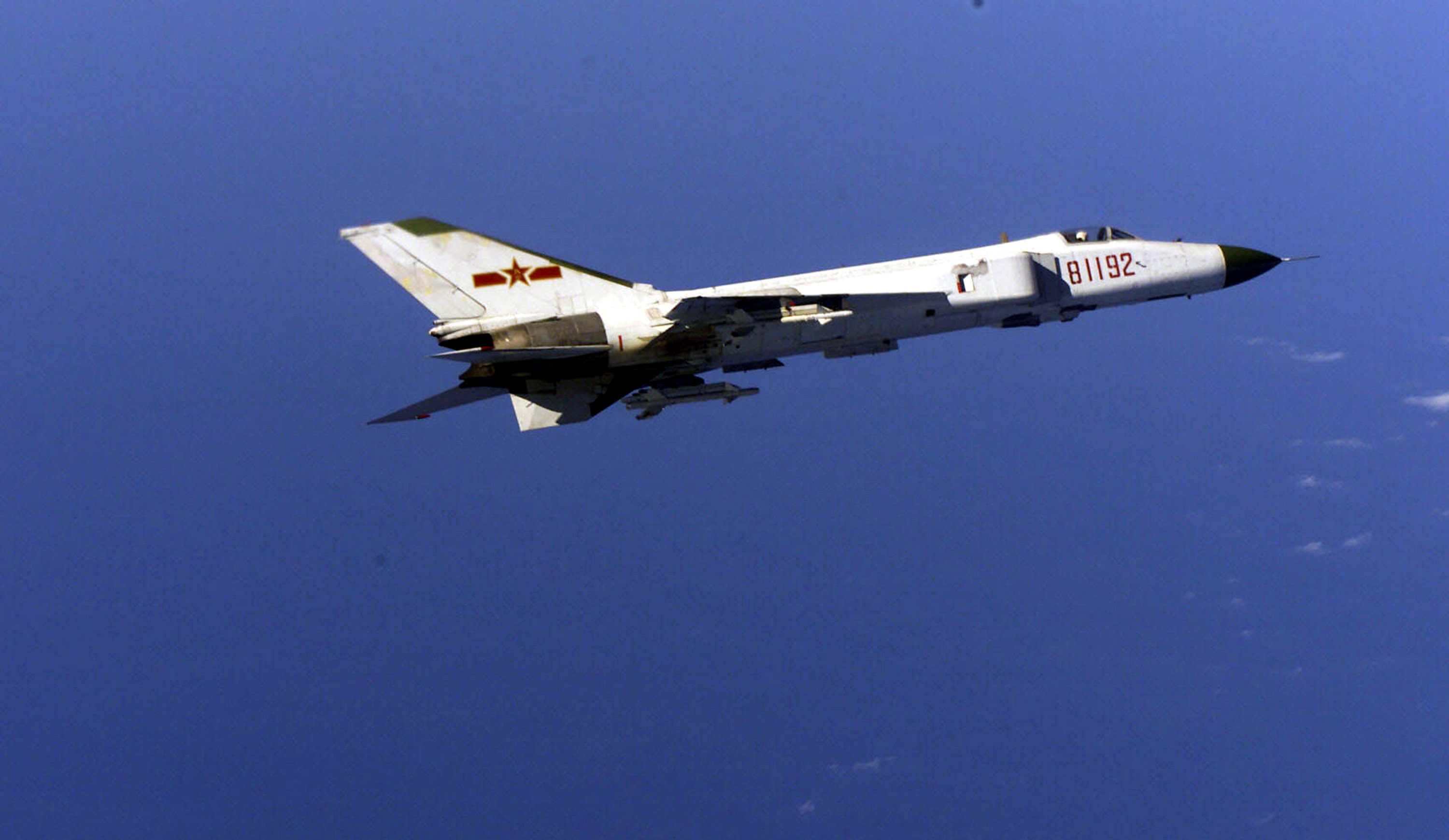
中國歼-8战鬥机

於2001年4月1日，一架美國海軍EP-3型偵察機與一架中國殲-8II戰鬥機在南中國海相撞。事發後，解放軍戰備等級便被提升至一級戰備。

### 2004年中華民國總統選舉
於2004年，時任中華民國總統陳水扁尋求連任。於2003年，即選舉前一年開始，台灣海峽附近的解放軍戰備等級上升至二級戰備。

### 2008年中華民國總統選舉
於2008年中華民國總統選舉期間，台灣海峽附近的解放軍戰備等級上升至一級戰備。

### 2011年喀什暴力恐怖袭击事件
於2011年7月30日，中國新疆喀什市連續發生兩起暴力恐怖事件，解放軍實施戒嚴，而其戰備等級則被提升至一級戰備。

### 金正日之死
於2011年12月17日，金正日在外出視察期間逝世。為了應付金正日之死可能引發的危機，中國國防部遂提升中朝边境一帶的解放軍戰備等級至三級戰備。

### 2013年朝鮮半島危機
2013年2月12日，北韓無視多國反對進行核試驗，並於同年3月5日宣布不承認朝鮮停戰協定。在北韓的強硬態度下，朝鮮半島的局勢一度緊張起來。在這種情況下，中国向中朝边境增兵，並將位於中朝边境一帶的解放軍戰備等級提升至一級戰備。

### 南海仲裁案
於2016年7月12日，南海仲裁案結果公布，本案仲裁庭5名仲裁員一致裁定，在《聯合國海洋法公約》下中國沒有對南海自然資源的「歷史性權利」，支持菲律賓在此案相關問題上的幾乎全部訴求。中共中央军委主席習近平下令解放軍進入「戰前狀態」，要求全軍進入二級戒備，南部戰區一級戒備，海軍南海艦隊、火箭軍和空軍進入戰前狀態；戰略核潛艇部隊進入一級戒備。

## 外部連結
- 解放軍整建制戰備等級轉換　時間縮短近2/3（页面存档备份，存于）